# Алпатов, Вадим Юрьевич
Вадим Юрьевич Алпатов (22 апреля 1980) — украинский футболист, защитник.

## Игровая карьера
Воспитанник одесского футбола.
В профессиональном футболе дебютировал 27 августа 2000 года в высшем дивизионе чемпионата России. В том матче команда Алпатова «Локомотив» (Нижний Новгород) уступила в гостях московскому «Спартаку» — 1:3. Вадим вышел на поле на 67 минуте игры, заменив Алексея Морозова. Всего в составе «Локомотива» в высшем дивизионе Алпатов сыграл 2 матча. В следующем году покинул Нижний Новгород по ходу сезона.
Продолжил выступления в любительской «Ласуне», откуда весной 2003 года вдвоём с Денисом Ершовым перешёл в перволиговый «Николаев». В команде «корабелов» провёл год, сыграл 13 матчей.
В 2004 году играл в чемпионате Казахстана в клубе «Окжетпес», но и эту команду покинул по ходу сезона.
Основную часть карьеры провёл в любительских коллективах города Одессы и Одесской области. Сменил несколько команд, среди которых: «Приморье»,
«Тарутино», 
«Таврия-В».